# La gente vuole il gol
La gente vuole il gol è un singolo promozionale di Elio e le Storie Tese, pubblicato assieme al numero del 23 giugno 2000 del magazine Cuore.
Il CD contiene quattro versioni del brano musicale, chiamato appunto, La gente vuole il gol, inno non ufficiale degli Europei di calcio 2000. La melodia del pezzo si basa, principalmente, sulla base di Ùnanimi, noto brano del gruppo nonché introduzione dei concerti nel tour del 1987, poi riproposto nel tour teatrale del 2000, mentre, all'inizio della canzone e alla fine dei ritornelli, viene citata la sigla dell'Eurovisione.
Il brano è stato spesso usato nei programmi radiofonici della Gialappa's Band per i commenti delle partite di Europei e Mondiali di Calcio. Lo stesso brano fu eseguito anche nell'ultima puntata del programma Mai Dire Maik nel 2000.

## Tracce
1. La gente vuole il gol
2. La gente vuole il gol (The Rapino Brothers Remix)
3. La gente vuole il gol (Mangoni Remix)
4. La gente vuole il gol (Club Remix)